# Base antarctique Orcadas
La station Orcadas est une base antarctique argentine située sur l'île Laurie des îles Orcades du Sud.
Elle est implantée sur un isthme de 300 m de large séparant les deux parties montagneuses de l'île.

## Histoire
La première construction est une cabane en pierre, la  Omond House (es)  érigée par l’expédition Scotia (1902-1904) de William Speirs Bruce. Suivront, en 1905, une construction en  bois, la Casa Moneta, à 250 m au nord, puis des bâtiments modernes.

Localisation de la base Orcadas

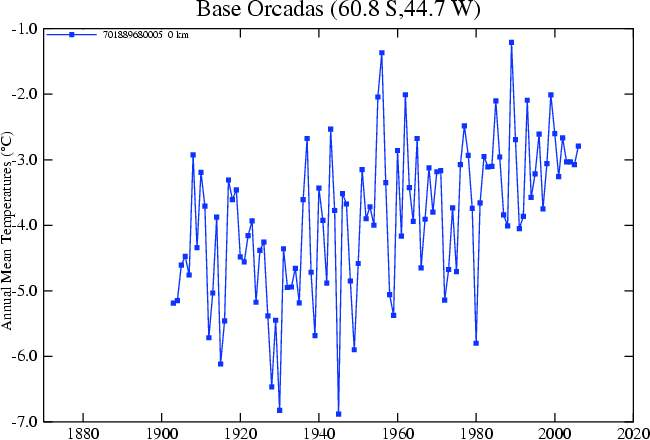
Température relevée à la base Orcadas (1901-2007)